# IC 1046
IC 1046 је спирална галаксија у сазвјежђу Мали медвјед која се налази на листи објеката дубоког неба у Индекс каталогу.
Деклинација објекта је + 69° 0' 52" а ректасцензија 14h 37m 53,2s. Привидна величина (магнитуда) објекта IC 1046 износи 14,5 а фотографска магнитуда 15,2. IC 1046 је још познат и под ознакама MCG 12-14-11, CGCG 337-17, PGC 52284.